# Computer Aided Transceiver
Pour les articles homonymes, voir CAT.
Computer Aided Transceiver (CAT) est un terme anglais, très utilisé par les radioamateurs, désignant un dispositif permettant de commander un émetteur-récepteur radio à l'aide d'un ordinateur.
Les émetteurs classiques sont à commande manuelle et permettent d'émettre de la voix à l'aide de boutons, molettes, etc. Toutefois, les progrès de l'électronique ont fait arriver sur le marché des appareils pouvant être commandés par un ordinateur et permettant des modes numériques comme le Packet, et aussi la Poursuite satellite  permettant entre autres de modifier continûment la fréquence de l'appareil en fonction de l'Effet Doppler causé par le déplacement de celui-ci.